# Cosa nostra
Pour les articles homonymes, voir Cosa Nostra (homonymie).
Cosa nostra (« ce qui est à nous » ou « notre chose » en italien) est le nom de la mafia sicilienne (bien qu'une seconde organisation, la Stidda, soit implantée dans le sud de l'île). Elle est surnommée la Piovra (la « pieuvre ») pour ses réseaux tentaculaires. 
Les membres de Cosa nostra sont appelés « mafieux » en français, « mafioso » au singulier et « mafiosi » au pluriel en italien ; le terme « Mafia » désignait originellement Cosa nostra jusqu'à ce qu'on apprenne son véritable nom, lequel aurait commencé à être utilisé après la Seconde Guerre mondiale.
On parlait auparavant de mafia ou de Società onorata (l'« honorable société »), appellation qui viendrait du fait que la mafia sicilienne aurait eu des règles d'honneur strictes, telles que l'interdiction théorique du mensonge entre membres, de l'adultère et du proxénétisme. Aujourd'hui, la plupart de ces principes ont été nettement délaissés, notamment l'interdiction du proxénétisme et le mépris du trafic de stupéfiants, peut-être sous l'influence de la mafia américaine (25 familles italo-américaines). Du fait de l'émigration massive d'Italiens du Mezzogiorno à la fin du XIXe siècle, elle est également présente aux États-Unis et au Canada. Elle était considérée par de nombreux spécialistes comme l'organisation criminelle la plus influente en Europe jusqu'à la fin du XXe siècle. Mais la répression des autorités semble l'avoir affaiblie au profit de la 'Ndrangheta qui posséderait, depuis 2006, 80 % du trafic de cocaïne en Europe.

## Terminologie
Cosa nostra (« notre chose, notre affaire, entre nous ») : le nom par lequel les membres de la mafia sicilienne désignent leur organisation. Le terme a été rendu public par le repenti américain Joe Valachi en 1963. Le témoignage du repenti Tommaso Buscetta a indiqué plus tard que le terme est également employé par les mafieux en Sicile. Bien qu'il soit impossible de le déterminer précisément, il est probable que ce terme soit apparu aux États-Unis, dans les communautés d'immigrés siciliens, sa signification (« notre chose ») indiquant que l'organisation n'était pas ouverte aux autres communautés ethniques. Le nom « Cosa nostra » est communément utilisé pour évoquer la mafia sicilienne existant depuis les années 1860 (en Sicile ou installée ailleurs dans le monde), la distinguant ainsi des autres mafias italiennes.

## Histoire de laCosa nostrasicilienne

### Origines

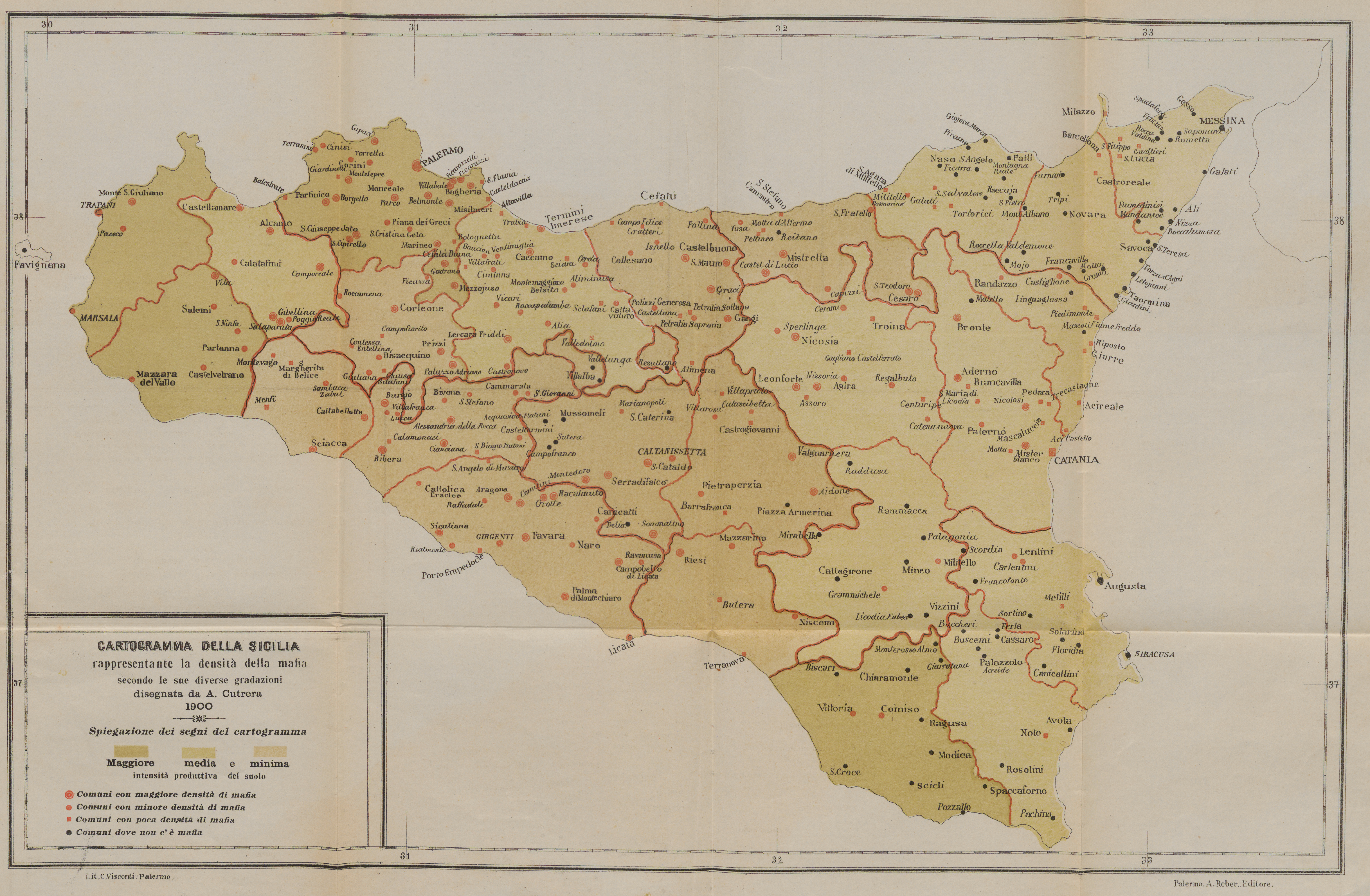
Carte, datée de 1900, qui indique les activités de la mafia, selon leur importance, dans les différentes localités de l'île.

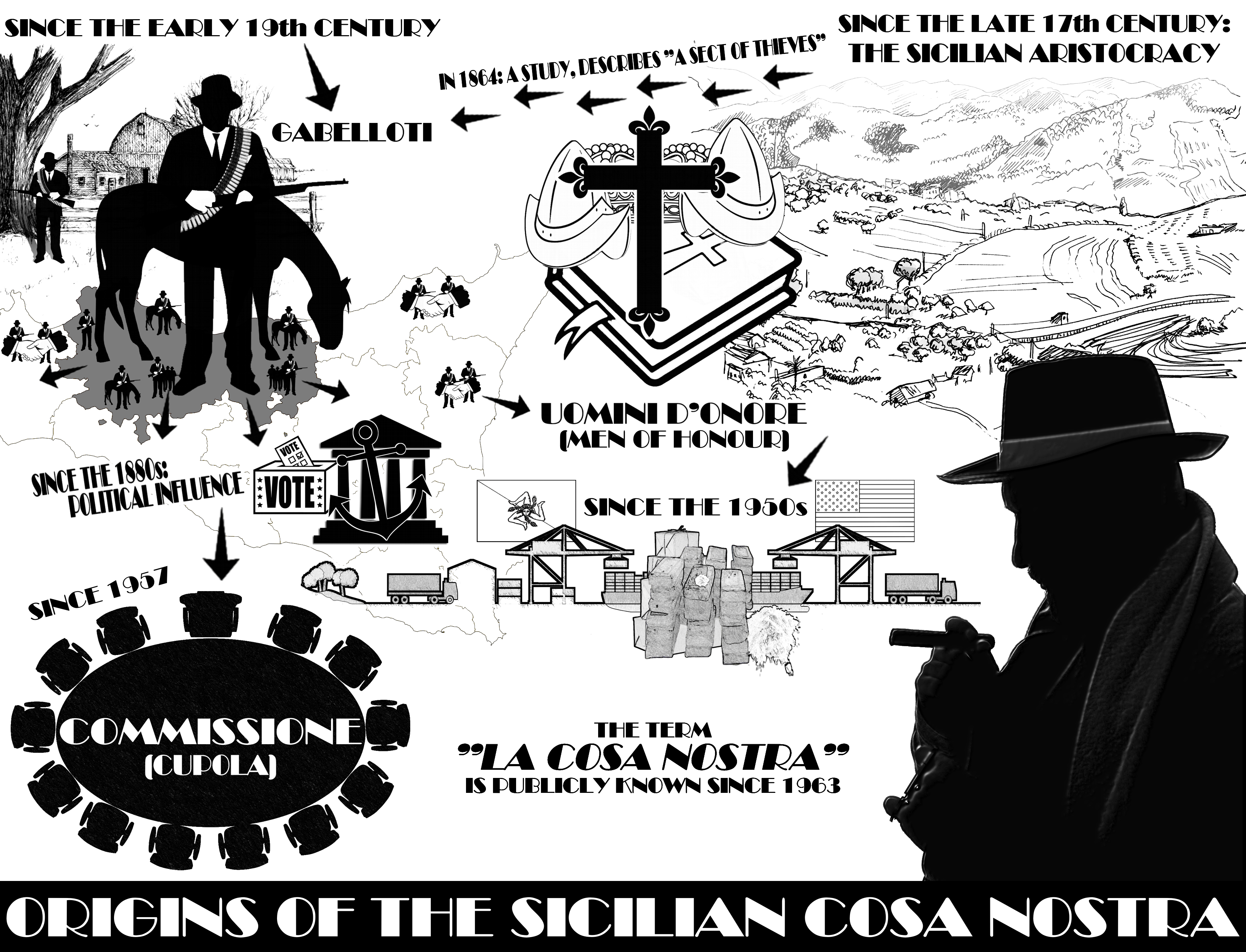
Schéma montrant les origines de Cosa nostra.

Les origines médiévales de la mafia, lesquelles étaient affirmées par le pentito Tommaso Buscetta, sont écartées par la plupart des historiens contemporains en tant que mythe, comme les traditions qui la font naître de la Garduña espagnole ou des Beati Paoli. Il est en revanche concevable que le mythe de « Robin des Bois » ait été cultivé par les premiers mafieux notoires dans le but de gagner la bienveillance et la confiance des Siciliens. 
Toutefois, crime organisé et brigandage préexistent à l'Unité italienne. Bravi (bandits recrutés par les barons à partir du règne de Frédéric II pour terroriser les paysans), bravacci qui rackettaient et enlevaient dans les rues de Palerme au XVIe siècle, compagnies d'armement formées de criminels et pizzo demandé aux marchands de la Vucciria à Palerme à la même époque sont autant de témoignages des phénomènes proto-mafieux en Sicile. 
Déjà les rois des Deux-Siciles abolissent la féodalité et tentent, entre 1815 et 1860, de renforcer les institutions centrales en délégitimant, au nom du monopole royal de la violence physique légitime, le recours à la violence privée par les aristocratie et la bourgeoisie foncières. Les autorités analysent la privatisation et la généralisation de la violence comme une preuve de l'insoumission des propriétaires et du peuple et dénoncent la corruption des élites siciliennes, par ailleurs largement opposées au régime des Bourbons. Ainsi, le magistrat napolitain Pietro Calà Ulloa, procureur du Roi à Trapani, s'inquiète en 1838 : « La corruption généralisée a fait recourir le peuple à des remèdes extrêmement singuliers et dangereux. Il y a dans de nombreuses communes des unions ou des fraternités, des sortes de sectes, qui se disent des partis, sans couleur ou but politique […], sans autre lien que celui de la dépendance à un chef, ici un propriétaire, là un archiprêtre ». Ces groupes volent et extorquent, protègent les criminels, menacent et corrompent les fonctionnaires, négocient avec les victimes, formant « autant de petits Gouvernements dans le Gouvernement » auxquels participent des propriétaires et que protègent certains fonctionnaires.
L'État central est insuffisamment présent pour assurer la sécurité sur l'ensemble de l'île, qui est donc assurée par les propriétaires fonciers et à leurs agents de l'ordre privés, tenanciers (gabellotti) et gardiens (campieri), qui s'autonomisent progressivement pour former des groupes spécialisés dans l'usage de la violence physique et son commerce au profit de l'accumulation de richesses et de pouvoir.
De multiples mouvements sociaux agitent l'île entre 1821 et 1860, mêlant l'aspiration paysanne à un meilleur partage des terres, les luttes entre groupes armés et contestation politique. La répression gouvernementale réprime indifféremment le désordre et la violence, qu'elle soit sociale, politique ou délinquante, comme de la criminalité commune.
C'est à partir de l'unification italienne que le phénomène mafieux est analysé et dénoncé par les autorités et John Dickie date l'apparition de la mafia entre 1860 et 1880, liant son émergence, comme Salvatore Lupo, à l'agriculture capitaliste des citronniers de la Conca d'Oro, région située autour de la riche Palerme, loin du cliché qui en ferait la réminiscence d'une culture arriérée liée à la misère de l'intérieur de l'île,. 
La mafia, dont le nom apparaît pour la première fois en 1862 dans la comédie I mafiusi della Vicaria qui évoque la vie des prisonniers palermitains, émerge ainsi selon J. Dickie, à l'interface entre les bandits et le nouvel État italien, dénonçant certains bandits afin de mieux contrôler certains territoires où le racket (pizzo), la componenda (restitution de biens volés contre le paiement d’une compensation) et le vol de bétail étaient endémiques, tandis qu'elle faisait pression sur tout témoin ou mafieux « repenti » pour les empêcher de briser la loi de l'omertà[réf. nécessaire]. Les bandes infiltrent les forces publiques et parapubliques de sécurité (gardes municipales, polices rurales) leur permettant de monnayer avec les notables et l'État leur influence ou leur protection et de négocier leur impunité contre la tranquillité publique.
Afin de renforcer les liens entre les bandes disparates et d’assurer ainsi de meilleurs profits et un environnement plus sûr, il est probable que la mafia telle que nous la connaissons ait été formée à ce moment, entre le milieu et la fin du XIXe siècle.
Par ailleurs, les tensions entre l’Église et l’État italien aida les bandes criminelles qui pouvaient prétendre aux paysans et aux citadins que coopérer avec la police, qui représentait le nouvel État italien, était un acte anticatholique.
Elle était encore à l’image des contre-maîtres (les gabelloti (it)) qui dirigeaient et louaient les grandes propriétés agricoles aux nobles qui résidaient le plus souvent à Palerme, Naples ou, après l’Unification, Rome. En les re-louant ensuite aux paysans, ils acquirent de fait un pouvoir local, notamment en termes d’impôts et de prélèvements sur les récoltes.

La mafia se constitua donc dès cette époque en État parallèle, tiraillée entre une organisation territoriale en cosca (it) plus ou moins rivales et une coordination nécessaire entre celle-ci pour gérer des activités telles que le vol de bétail. Elle s'appuyait des complicités au sein de l'élite, qui se voyait soit contrainte de faire appel à ses services pour protéger ses plantations, soit voyait plus cyniquement une aide précieuse dans cette « industrie de la violence » (expression du rapport de 1877 de Sidney Sonnino et Leopoldo Franchetti), liée à l'émergence d'un système capitaliste moderne (ce que Marx qualifiait d'« accumulation primitive du capital »). Selon le rapport Franchetti-Sonnino, Conditions politiques et administratives de la Sicile : 

« Le chef mafieux (…) agit comme capitaliste, impresario et gestionnaire. Il coordonne la perpétration des crimes (…), régule la division du travail et des tâches, contrôle la discipline parmi ses employés (…). Il appartient au chef mafieux de juger, en fonction des circonstances, s'il convient de suspendre les actes de violence pendant un certain temps soit au contraire de les multiplier et d'en augmenter la férocité. Ce patron doit s'adapter aux conditions du marché pour choisir les opérations à mener, les personnes à exploiter, la forme de violence à utiliser. »

Protéger les grandes plantations de bergamote et de citronniers, lesquelles exportaient massivement à destination du Royaume-Uni et de sa flotte qui utilisait ces agrumes contre le scorbut, et les propriétés de la noblesse locale (parfois en son absence jusqu’à la remplacer) devinrent en effet des affaires lucratives bien que dangereuses,. Ces activités se déroulaient au début principalement à Palerme, mais la domination de la mafia sicilienne s’étendit bientôt dans tout l’ouest et l'intérieur de la Sicile, s'ingérant dans les mines de soufre. Déjà, des politiques tels que Raffaele Palizzolo s'appuyaient sur la mafia, tandis que le richissime Ignazio Florio Jr. protégeait également celle-ci, ayant comme domestiques deux importants dirigeants mafieux, les frères Noto.
La première mention dans les annales judiciaires officielles du terme mafia apparaît à la fin du XIXe siècle, quand un certain Dr. Galati fut victime de menaces violentes par un mafioso local, Antonino Giammona, qui tentait de racketter son exploitation de citronniers. Le pizzo, le vol de bétail et la corruption de fonctionnaires de l’État étaient les sources de revenus et les protections principales des premières mafias. C'est aussi à cette époque que le rapport Sangiorgi (it), du nom du préfet de police de Palerme, évoque les rites d'initiation à la mafia, lesquels auraient emprunté une certaine symbolique aux rites maçonniques.
Elle se fit remarquer dès cette époque pour sa violence et ses liens avec les pouvoirs officiels. En 1867, le préfet de police de Palerme, Giuseppe Albanese, est ainsi poignardé sur la voie publique : il avait essayé de faire chanter un mafieux. Inculpé de meurtre de deux bandits, le préfet Giuseppe Albanese sera acquitté en 1871 par manque de preuves, l'omertà aidant. En 1885, 107 hommes, accusés d'être membres de la Fraternité de Favara (it), groupe issu de la fusion de deux clans rivaux, sont inculpés et emprisonnés pour des homicides liés aux mines de soufre de Favara (province d'Agrigente).

### Développement
Utilisant aussi bien un puissant réseau relationnel, institutionnel ou civil, que la terreur et la violence, la mafia se développe davantage au sein que contre l’État. Elle tisse des liens étroits avec l'élite bourgeoise locale au point de former ensemble une « bourgeoisie mafieuse » agissant avec impunité.
Les politiques mettent en place un réseau de clientélisme étendu, monnayant notamment les permis de port d'armes en échange d'appui électoral de la part des mafieux, à l'image du conseiller régional et député Raffaele Palizzolo. En 1893, le marquis Emanuele Notarbartolo, ancien directeur de la Banque de Sicile, maire de Palerme de 1873 à 1876, et homme intègre, est assassiné, donnant lieu au second maxi-procès de la mafia, en 1901-1902. Condamné pour homicide en première instance avec le mafieux Giuseppe Fontana, futur membre du gang new-yorkais de Giuseppe Morello, Matteo Filipello sera acquitté lors d'un second procès.
L'une des premières guerres de la mafia est aussi révélée au public à cette époque, avec la découverte de quatre cadavres dans un puits en 1897 : elle opposait Don Antonino Giammona au dirigeant Francesco Siino, qui, défait, devint le premier pentito d'importance, cité lors du maxi-procès de 1901. Sous la présidence de Luigi Pelloux (1898-1900), la mafia, qui avait aidé les propriétaires terriens à maintenir l'ordre lors de la révolte de 1891-1894 des fasci (syndicats paysans), se voit ainsi pour la première fois attaquée par l'État, tentative vite avortée.
| Cosca/Familles                | Parrain à la fin du XIXe siècle D'après le rapport Sangiorgi, Ermanno Sangiorgi, Palerme, 1898-1900. |
| ----------------------------- | --- |
| Piana dei Colli (Conca d'Oro) | Giuseppe Biondo                                                                                      |
| Acquasanta (Conca d'Oro)      | Tommaso d'Aleo                                                                                       |
| Falde (Conca d'Oro)           | Giuseppe Gandolfo                                                                                    |
| Malaspina (Conca d'Oro)       | Francesco Siino                                                                                      |
| Uditore (Conca d'Oro)         | Antonino Giammona Sous-chef : Filippo Siino                                                          |
| Passo di Rigano (Conca d'Oro) | Giuseppe Giammona (fils d'Antonino Giammona d'Uditore)                                               |
| Perpignano (Conca d'Oro)      | Bonura                                                                                               |
| Olivuzza (Conca d'Oro)        | Francesco Noto Sous-chef : Pietro Noto                                                               |
| Settecannoli                  | Salvatore Conti                                                                                      |
| Altarella                     | Filippo Vitale                                                                                       |
| Zuccolotto                    | Sous-chef : ?                                                                                        |
| Ciaculli                      | Salvatore Greco                                                                                      |

Les épisodes révolutionnaires du Biennio rosso après la Première Guerre mondiale provoquent une série d'exactions contre les syndicalistes par la mafia et les autorités : assassinat de Giovanni Zangara à Corleone et Giuseppe Rumore à Prizzi en 1919, tirs mortels des forces de l'ordre contre des manifestations paysannes à Riesi la même année, meurtres de Nicolò Alongi à Prizzi et de Giovanni Orcel à Palerme en 1920, répressions policières sanglantes à Randazzo et Catane.

### Le régime fasciste de Mussolini
En 1925, Benito Mussolini lança une campagne visant à détruire la mafia et à exercer un contrôle fasciste sur la vie sicilienne. La mafia menaçait, sapait sa puissance en Sicile, et une campagne réussie aurait pour conséquence de renforcer la légitimation et la mise en place de son pouvoir. C'était une opération dont les retombées pouvaient être très positives pour l'image du fascisme, et qui pouvait également fournir une excuse pour réprimer ses opposants politiques sur l'île, puisque de nombreux politiciens siciliens avaient des liens mafieux.
En tant que Premier ministre, Mussolini avait visité la Sicile en mai 1924 et traversé Piana dei Greci, où il avait été reçu par le maire, patron de la mafia, Francesco Cuccia. À un moment, Cuccia s'étonna de l'escorte policière de Mussolini, et lui chuchota à l'oreille : « Vous êtes avec moi, vous êtes sous ma protection. De quoi avez-vous besoin de tous ces flics ? ». Quand Mussolini eut rejeté l'offre de protection de Cuccia, celui-ci donna le mot d'ordre aux villageois de ne pas assister au discours de Mussolini. Mussolini se sentit humilié et outragé.
La remarque imprudente de Cuccia est passée dans l'histoire comme le catalyseur de la guerre de Mussolini contre la mafia. Lorsque Mussolini eut établi fermement son pouvoir, il nomma Cesare Mori, le préfet (« de fer ») de Palerme en octobre 1925 et lui accorda des pouvoirs spéciaux pour lutter contre la mafia. Mori forma une petite armée de policiers, de carabiniers et de miliciens, qui passait de ville en ville, pour entourer les suspects. Pour contraindre les suspects à se rendre, ils prenaient leurs familles en otage, vendaient leurs biens ou faisaient publiquement abattre leur bétail. En 1928, plus de 11 000 suspects avaient été arrêtés. Les confessions étaient parfois extorquées sous la torture et les coups. Certains mafieux qui avaient été du côté des perdants de querelles mafieuses coopérèrent volontairement avec les procureurs, afin, peut-être, d'obtenir protection et vengeance. Les charges d'association mafieuse furent généralement adressées à des paysans pauvres, aux gabellotti (locataires de ferme), mais furent évitées lorsqu'il s'agissait de grands propriétaires terriens. Beaucoup furent jugés en groupe. Plus de 1 200 furent condamnés et emprisonnés et d'autres exilés (en exil intérieur) sans procès. Beaucoup de mafiosi fuirent à l’étranger pour échapper à l'emprisonnement.
Pour autant la lutte contre la mafia des fascistes n'est pas aussi franche que traditionnellement racontée par le régime et les mafieux.

#### Des résultats tangibles
En 1927, Mussolini crie victoire ; Mori, lui-même, se vante d'avoir ramené le nombre de meurtres en Sicile occidentale de 278 en 1924 à 25 en 1928 (en fait il y en aurait tout de même eu une bonne centaine cette année là).

La campagne de Mori prit fin en juin 1929, quand Mussolini le rappela à Rome. Bien qu'il n'eut pas totalement écrasé la mafia comme la presse fasciste le proclama, sa campagne fut néanmoins couronnée de succès. Comme l'ancien mafieux Antonino Calderone le rappelle dans ses Mémoires : 

« La musique avait changé. Les mafieux eurent une vie difficile […]. Après la guerre, la mafia n'existait presque plus. Les familles siciliennes avaient toutes été brisées… »

Grâce à ses actions, le taux d'assassinats en Sicile diminua fortement. Les propriétaires fonciers purent augmenter le loyer légal sur leurs terres. Les mafiosi fuirent vers les États-Unis. Parmi ceux-ci Carlo Gambino, Joseph Bonanno, qui allaient devenir les patrons de la puissante mafia new-yorkaise. Joseph Bonanno, surnommé Joe Bananas, passera par le port du Havre et deviendra le futur parrain de la branche américaine de la mafia… On peut encore citer Frank Coppola (it), qui fuit la Sicile en 1926 et devient chef d'une famille à Kansas City. Expulsé en 1948, il revient en Sicile et organise le trafic de drogue. Malgré ses attaques contre leurs confrères, Mussolini eut des partisans dans la mafia de New York, notamment Vito Genovese, qui était toutefois de Naples et non de Sicile.

#### Limites de la politique fasciste
Mais cette politique avait deux défauts : elle emprisonnait plus des opposants politiques au régime (déportés aux îles Lipari) que des mafieux notoires. On éliminait les mafieux qui ne désiraient pas s'allier avec Rome, par conséquent on affaiblit une partie de la mafia, mais uniquement pour renforcer l'autre partie. Quand Mori eut fini d'emprisonner les mafieux non affiliés au régime, il continua sa furie antimafia, sans se rendre compte qu'il touchait aux amis du régime. Mussolini avait accueilli de nombreux mafieux dans son régime, si bien que ceux qui s'étaient alliés avec lui continuèrent à faire des affaires, et ces derniers profitèrent de la violence du régime non seulement pour se débarrasser des mafieux d'autres clans mais également pour se débarrasser de civils qui désiraient lutter contre la mafia. Vito Genovese est le plus connu de ces gangsters qui firent le bonheur du parti fasciste. Mori finit par être victime de son propre zèle : il emprisonne Don Cucco, un oculiste connu et député, puis il emprisonne les avocats et les chirurgiens… on s'inquiète à Rome, bientôt la société sicilienne n'aura plus aucun cadre à ce rythme… Mori est appelé à d'autres fonctions en juin 1929. Officiellement, il est destitué car sa mission est accomplie : il n'y a plus de mafia en Sicile. En fait, elle est toujours là : en 1931, plus de 280 mafiosi sont condamnés dont 180 au cours d'un seul procès, en 1932 dans la seule ville d'Agrigente on rafle 242 hommes et femmes de la mafia. Le grand parrain de la Sicile, Vito Cascio, meurt en prison mais y vivait très confortablement,. Il est remplacé par son bras droit Calogero Vizzini qui a, lui, l'appui du régime pour avoir, avant la prise du pouvoir par Mussolini, caché un squadriste qui avait tué un opposant politique, et avoir avancé des fonds à Mussolini pour sa marche sur Rome. Le fugitif qu'il avait caché était ensuite devenu secrétaire d'État de Mussolini. En 1924, Don Calo fut officiellement inculpé de fraude, mais ne fut condamné qu'à 5 ans d'assignation à résidence (confino), le parrain était libre. En 1925, il est de nouveau inculpé pour association de malfaiteurs, mais cette fois il est acquitté.

### La mafia depuis 1943
Après la chute du régime fasciste, la mafia n’est redevenue puissante en Italie qu’avec la reddition du pays et l’occupation américaine, organisée par l'AMGOT, profitant du marché noir et de l'anticommunisme. Durant toute la guerre froide, la mafia entretient des liens avec les partis politiques italiens, d'abord avec le mouvement séparatiste, puis le parti Démocratie chrétienne (DC) qui gouverne quasiment sans interruption le pays jusqu'aux années 1980, via la continuation, en Sicile, du système clientéliste d'avant-guerre.
La Mafia s'oppose à la réforme agraire portée par le communiste Fausto Gullo, mais détourne les ventes de terres aux paysans à son profit. Face à la disparition du latifundium, la Mafia urbaine prend le pas sur la Mafia agricole, et vend ses services aux nouveaux potentats locaux. La mafia apporte à la Démocratie chrétienne (DC) son réseau d'obligés, la DC garantit aux criminels une protection contre la justice, et une part des subsides de la Caisse pour le Midi, le bénéfice des marchés publics frauduleux, et le contrôle de certains organismes publics ou parapublics. L'État italien abandonne à la Cosa nostra le monopole de la violence physique. Très active dans la répression du mouvement paysan qui luttait pour une réforme agraire, elle assassine durant cette période une quarantaine de syndicalistes.
Les années 1950 voient ainsi l'urbanisation anarchique de Palerme, sous contrôle étroit de la mafia et de la DC, dans ce qui sera appelé le « sac de Palerme » : « entre 1959 et 1963 (…) le conseil municipal accorda 80 % des quatre mille deux cent cinq permis de construire à seulement cinq personnes ». Au centre du réseau de corruption qui enrichit notamment les frères Angelo et Salvatore La Barbera et le clan Greco, les démocrate-chrétiens Salvo Lima (1928-1992), Vito Ciancimino (1924-2002), qui seront tous deux maires de Palerme, et Giovanni Gioia, secrétaire de la section démocrate-chrétienne de Palerme pendant 25 ans. Ces événements, comme la vie du bandit Salvatore Giuliani, firent l'objet d'un film de Francesco Rosi, Main basse sur la ville (1963).
Le déploiement du pizzo, racket des commerçants en échange d'une protection mafieuse, rapporte également beaucoup aux clans qui multiplient les sources de bénéfices, à l'instar du boss de Marsala, Mariano Licari, qui débute « dans le commerce de la viande, spécule sur la vente des terres, contrôle les débits de boisson, est à la tête d'une bande de délinquants qui pratiquent vols et rapines, est actionnaire de plusieurs banques et contrôle la contrebande de cigarettes ».

#### Les spéculations sur les rapports mafia-États-Unis
Les circonstances de l'opération Husky (débarquement allié en Sicile en 1943) et de l'immédiat après-guerre en Sicile ont fait l'objet de nombreuses spéculations, tenant à l'étendue de la coopération, avérée jusqu'à un certain point, de mafieux tels que Lucky Luciano avec les autorités américaines, puis de mafieux siciliens avec l'AMGOT et l'Office of Strategic Services (OSS), ancêtre de la Central Intelligence Agency.
En décembre 1941, les services secrets de l'US Navy (l'ONI) contactèrent Joseph Lanza, « patron » mafieux du Fulton Fish Market de New York, pour distribuer des cartes syndicales aux agents américains afin qu'ils puissent enquêter sur les espions allemands. Lanza leur transmit le nom de Lucky Luciano, lequel fut recruté pour aider à l'enquête et transféré de Dannemora vers une prison plus agréable. Les autorités américaines craignaient en effet que le port de New York ne fasse l'objet de tentatives de sabotage de la part d'agents nazis. Jusqu'en 1945, le Syndicat des dockers, totalement contrôlé par la Mafia, notamment par l'intermédiaire d'Albert Anastasia, aurait ainsi exercé un contrôle très ferme sur les installations portuaires. Pour Umberto Santino, fondateur et directeur du centre sicilien de documentation “Giuseppe Impastato”, « ce que Luciano et ses hommes assurent certainement, c'est la militarisation de la main-d'œuvre, l'évitement des grèves et l'expulsion ou l'élimination physique des syndicalistes dissidents ». Selon l'historien John Dickie, « voilà certainement à quoi se résume la collaboration de Luciano avec le gouvernement fédéral », « rien ne [prouvant] qu'il se soit rendu en Sicile pendant la guerre, ni qu'il ait été libéré en échange du soutien de la Mafia au débarquement allié ». Lucky Luciano lui-même nie avoir collaboré avec les autorités américaines dans son livre testament.
Depuis la parution de Mafia et politique, essai de Michele Pantaleone publié en 1962 chez Einaudi et préfacé par Carlo Levi, une thèse largement reprise (notamment par Tranfaglia, 2004, Casarrubea et Cereghino, 2013) affirme que l'OSS aurait délibérément permis à la mafia de retrouver sa position sociale et économique en tant qu’« État dans l’État » en Sicile et que cela fut, avec l’alliance États-Unis-mafia forgée en 1943, année de la chute de Mussolini, le tournant décisif dans l’histoire de la mafia et les bases nouvelles pour son activité pendant les soixante années suivantes. Le rôle de Don Calo (1877-1954), parrain de la cosca de Villalba et nommé maire de cette ville par les Alliés, est au centre de ces spéculations, même si les historiens doutent qu'il soit alors le capo di tutti capi. Quoi qu'il en soit, il joua un rôle central dans la renaissance de la mafia, soutenant à l'origine le Movimento Indipendentista Siciliano, séparatiste, puis la Démocratie chrétienne. Il était proche des notables siciliens de droite : ainsi assiste-t-il, aux côtés du président qualunquiste de l'Assemblée régionale, Ettore Cipolla, au mariage, en 1950, de la fille du parrain Giuseppe Genco Russo (it) (1893-1976), successeur de Don Calo à sa mort et futur conseiller municipal démocrate-chrétien de Mussomeli.
D’autres historiens, tel que le Palermitain Francesco Renda, Rosario Mangiameli, Manoela Patti ou Salvatore Lupo ont nié l’existence de toute alliance de ce type. La mafia aurait plutôt exploité le chaos de la Sicile post-fasciste pour reconquérir sa base sociale. L’OSS en effet, en 1944, dans son « Rapport sur les Problèmes de la mafia » par l’agent W. E. Scotten, a noté les signes de résurgence de la mafia et a averti des périls qu’elle représentait pour l’ordre social et les progrès économiques[réf. nécessaire]. Représentant de l'OSS à Palerme, Joseph Russo admit cependant être alors en rapport constant avec les mafieux, dont Don Calo,, qui s'instaurèrent comme garants de l'ordre alors que les élites fascistes étaient discréditées et que les Américains et la Démocratie chrétienne voulaient éviter à tout prix de laisser gagner du terrain au Parti communiste (PCI). Les mafieux, dont la piété affichée en faisait des alliés aux yeux de l'Église locale et de la Démocratie chrétienne, étaient ainsi vus comme de précieux alliés dans le cadre de la guerre froide. Ceux-ci auraient utilisé leurs services aussi bien dans l’industrie navale américaine pour éradiquer les éléments socialistes et communistes, que dans les mouvements de résistance durant la guerre ou dans les gouvernements d’après-guerre, locaux et régionaux, là où la mafia avait la mainmise.
Après la révolution cubaine, Cosa Nostra tenta d'empoisonner Fidel Castro, mais échoua.

#### La réunion de Palerme de 1957 et la «French Connection»

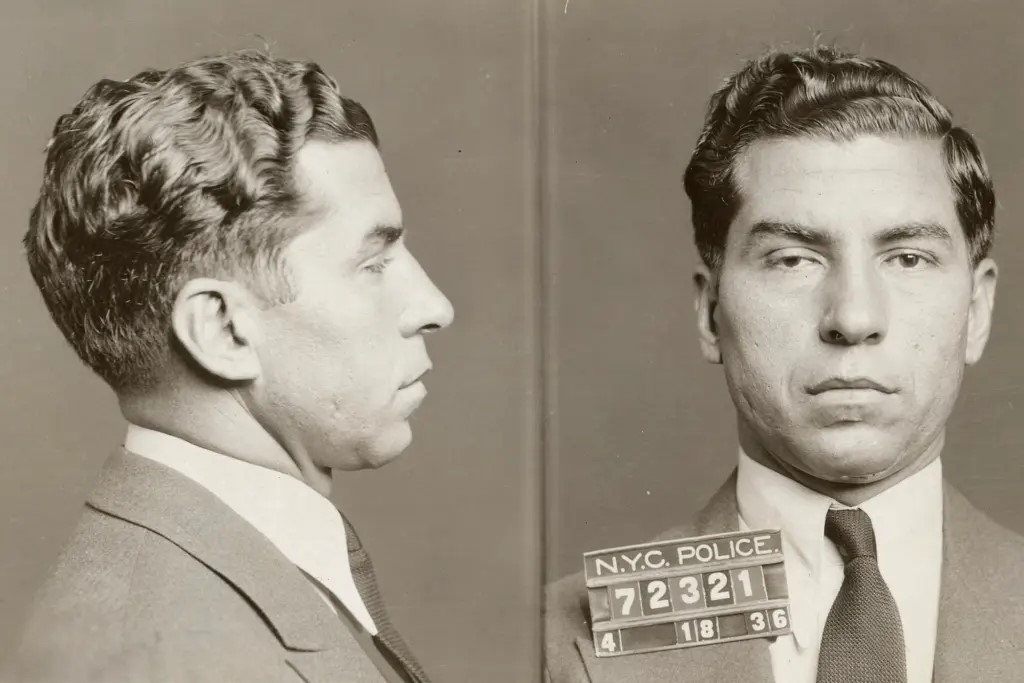
Lucky Luciano pris en photo par la police de New York en 1936.

En 1957, la mafia italo-américaine resserra ses liens avec son homologue sicilien, lors d'une réunion tenue au Grand Hôtel des Palmes de Palerme, en présence de Joseph Bonanno (1905-2002), Lucky Luciano (1897-1962) et Carmine Galante (1910-1979) pour les Américains, et Giuseppe Genco Russo (it) (1893-1976), les deux Salvatore Greco (1923-1978 et 1924-?), Angelo La Barbera (1924-1975), Gaetano Badalamenti (1923-2004) et Tommaso Buscetta (1928-2000) pour les Siciliens. C'est alors qu'aurait été mise en place une Commission chargée de décider des représailles internes à la mafia, ôtant ainsi le pouvoir aux chefs de Familles, et la coordination du trafic d'héroïne. Le trafic de stupéfiants n'était cependant pas une nouveauté: dès les années 1920, la mafia sicilienne envoyait des caisses de morphine, trafic décrit par Nicola Gentile (it) (1885-1966) et auquel participa le parrain new-yorkais Joe Profaci (1897-1962).
Selon l'historien Alfred W. McCoy dans The Politics of Heroïn in South East Asia, Luciano extradé vers l’Italie après la guerre, il put poursuivre en Sicile ses activités et forger une alliance cruciale avec la mafia corse, menant au développement d’un vaste réseau international de trafic d’héroïne, initialement fourni par la Turquie et basé à Marseille — connue sous le nom de « French Connection ». 
Plus tard, quand la Turquie a commencé à éliminer la production d’opium, Luciano usa de ses relations avec les Corses pour ouvrir un dialogue avec les mafiosi corses expatriés au Sud-Vietnam. En collaboration avec les principaux patrons américains comme Santo Trafficante Jr (1914-1987), Luciano et ses successeurs profitèrent des conditions chaotiques en Asie du Sud-Est, résultant de la guerre du Viêt Nam, pour établir une base d’approvisionnement et de distribution hors d’atteinte dans le « Triangle d’or », laquelle redirigea bientôt des quantités énormes d’héroïne asiatique aux États-Unis, en Australie et dans les autres pays via l’armée américaine.
Ainsi, la Sicile devient dans les années 1970 le centre du trafic de drogue européen. En 1985, le chiffre d'affaires de la criminalité organisée sera estimé à 100 000 milliards de lires, soit un huitième du PIB italien.

#### Relation entre la mafia et la politique et la «première guerre» de la mafia
Après l'attentat de Ciaculli de 1963, au cours duquel une Alfa Romeo piégée, qui visait à l'origine le parrain Salvatore Greco, tua 7 policiers et militaires, une commission Antimafia fut mise en place. Plusieurs propositions antérieures étaient restées lettres mortes, en particulier après le massacre de Portella della Ginestra (11 morts et 33 blessés dont des enfants) du 1er mai 1947 organisé par le bandit Salvatore Giuliano, affilié à la mafia, dix jours après la victoire de la gauche aux élections locales, et en particulier du leader communiste Girolamo Li Causi, qui proposait le partage des grandes propriétés foncières au profit des paysans pauvres.
D'autres propositions avaient été émises, en 1948 par le député communiste Giuseppe Berti (it), et en 1958 par l'ex-Premier ministre Ferruccio Parri, cette dernière étant rejetée par les démocrates chrétiens siciliens, en particulier Bernardo Mattarella et Giovanni Gioia.
L'attentat de Ciaculli marque l'apogée d'un conflit interne, abusivement surnommé « première guerre » de la mafia : des conflits fratricides avaient pourtant eu lieu dès le XIXe siècle, et dans l'immédiat après-guerre deux clans portant le nom des Greco, descendants de Salvatore Greco, capomafia de Ciaculli selon le rapport Sangiorgi (it), s'étaient affrontés en 1946-1948, probablement pour obtenir le contrôle du marché des agrumes : le prétexte d'une vendetta familiale n'aurait été qu'une façon de dissimuler ces enjeux de pouvoir, 6 des victimes n'étant d'ailleurs pas des Greco. Le 17 septembre 1947, lors d'une fusillade à Ciaculli, deux femmes de mafieux avaient achevé au couteau des blessés, ce qui leur valut d'être exécutées à leur tour. La cosca de Croceverde Giardini finit par l'emporter sur celle de Ciaculli. L'un des fils du vainqueur, Michele Greco, sera capo di tutti capi dans les années 1970. En 1955-1956, de nouveaux affrontements ont lieu à Palerme, la presse se félicitant de cette autodestruction des gangsters.
Le prétexte initial du nouveau conflit fut la disparition, en décembre 1962, d'un lot d'héroïne envoyé aux États-Unis sous la responsabilité de Calcedonio Di Pisa, assassiné le 26 décembre 1962. La guerre vit s'affronter les Greco de Ciaculli, survivants de la guerre de 1946-1948, aux frères La Barbera, auparavant associés dans un cartel d'héroïne. Les Greco sont appuyés par des clans de la Sicile intérieure, dont les Corleonesi de Luciano Leggio, alors que les La Barbera sont soutenus par les anciennes familles mafieuses, comme celle de l’Uditore et les Greco de Croceverde-Giardini. D'autres Pisa furent assassinés, suscitant des représailles contre le clan Barbera, avec l'assassinat de Salvatore La Barbera en janvier 1963. Son frère, Angelo, s'attaqua alors à Salvatore Greco, survivant de 1946-1948, qui riposta par une fusillade dans une poissonnerie le 19 avril 1963. Le 25 mai 1963, le conflit déborda la Sicile, Angelo La Barbera étant grièvement blessé à Milan et arrêté dans la foulée.
Parfois présenté comme un conflit entre vieux et jeunes loups, les deux catégories étaient en fait présentes dans les deux camps. Selon les allégations de Tommaso Buscetta, le premier Di Pisa aurait été assassiné par Michele Cavataio, perdant de la guerre de 1955-1956, afin de déclencher un conflit entre les Greco et les Barbera. Selon J. Dickie, les mafieux eux-mêmes ignoraient les raisons véritables du conflit.
Originaire de Corleone, Luciano Leggio s'impose à la tête de sa cosca en faisant assassiner en 1958 le docteur Michele Navarra, parrain de Corleone. Ce dernier cumulait les fonctions de médecin-chirurgien attitré des chemins de fer italiens, de directeur de l'hôpital Dei Bianchi de Corleone et de président de la coopérative des agriculteurs et des caisses maladie et des mutuelles des villages de Corleone, Misilmeri, Bolognetta et Lercara Friddi.
À la suite de cette guerre des gangs à Palerme, en 1962, la création de la Commission devint enfin effective. La première Commission parlementaire sur les activités de la mafia, présidée par Paolo Rossi, du Parti socialiste démocratique italien, fut mise sur pied en 1963. En mai 1965, le Parlement vota la loi 575, « Dispositions contre la mafia ». La Commission enquêta sur l'échec du procès contre Luciano Leggio.
Danilo Dolci, surnommé le « Gandhi de Sicile », témoigna en 1967 contre les liens entre la mafia et la classe politique italienne, s'attirant les foudres de trois hauts responsables de la Démocratie chrétienne, dont le ministre Bernardo Mattarella, ainsi que celles de l'Église.
En 1972, neuf ans après le massacre de Ciaculli et un an après la démission du maire démocrate-chrétien de Palerme, Vito Ciancimino (qui devint en 1992 le premier politicien condamné pour ses liens avec la mafia), l'arrivée à la Commission anti-mafia du démocrate-chrétien Giovanni Matta, ex-membre du conseil municipal de Palerme, suscita un scandale, l'opposition de gauche accusant la Démocratie chrétienne au pouvoir de tout faire pour limiter les enquêtes de la Commission. Finalement toute la Commission dut démissionner, avant d'être reformée sans intégrer Matta.
En 1973, le mafieux Leonardo Vitale est le premier véritable collaborateur de justice, mais les autorités ne veulent pas croire en ses révélations et l'envoie en hôpital psychiatrique, puis il est assassiné.
Pour lutter contre la mafia, Peppino Impastato se porta candidat en 1978 sur la liste Democrazia Proletaria (extrême gauche) aux élections municipales de Cinisi. Il fut assassiné dans la nuit du 8 au 9 mai 1978, pendant la campagne électorale.

### Deuxième Guerre de la mafia et victoire des Corleonesi: 1978-1983
La montée en puissance des Corleonesi au sein de l'organisation mafieuse sicilienne, sur fond de rivalités entre familles pour le contrôle du trafic d'héroïne, déclenche une nouvelle guerre interne, particulièrement meurtrière pour les familles palermitaines. Les Corleonesi, sous la houlette de Toto Riina, entreprennent d'éliminer méthodiquement les familles palermitaines concurrentes. Les Corleonesi est une dénomination pour désigner les mafiosi qui viennent du village de Corleone, comme dans le roman de Mario Puzo, Le Parrain.
Entre 1978 et 1982, les homicides se multiplient tant du clans Badalamenti-Inzerillo comme les représentants des autorités publiques comme le colonel Giuseppe Russo (it) en août 1977, l'inspecteur Boris Giuliano en juillet 1979, le magistrat et député Cesare Terranova. Même certaines personnalités politiques seront victimes de cette vague d'assassinats menée par des Corleonesi comme Michele Reina, secrétaire de la Démocratie chrétienne de Palerme en 1979, et Piersanti Mattarella, président de Sicile en janvier 1980. En 1982, après les assassinats de député communiste  Pio La Torre et de général Carlo Alberto Dalla Chiesa,  se proposait la loi anti-mafia  Rognoni-La Torre (proposé par La Torre) 
Leader de la lutte antiterroriste, Chiesa avait été nommé préfet à Palerme le 1er mai 1982 pour mettre un terme aux violences commises lors de la Seconde Guerre de la mafia. Entre 1981 et 1983, il y eut plus d'un millier d'homicides avec une moyenne d'un meurtre par jour à Palerme. À la suite du retrait de Michele Greco, au 1983, le clan des Corleonesi (Toto Riina, Bernardo Provenzano et Leoluca Bagarella) prend le contrôle de la Commission inter-régionale.

### Offensive de l'État et Maxi-Procès

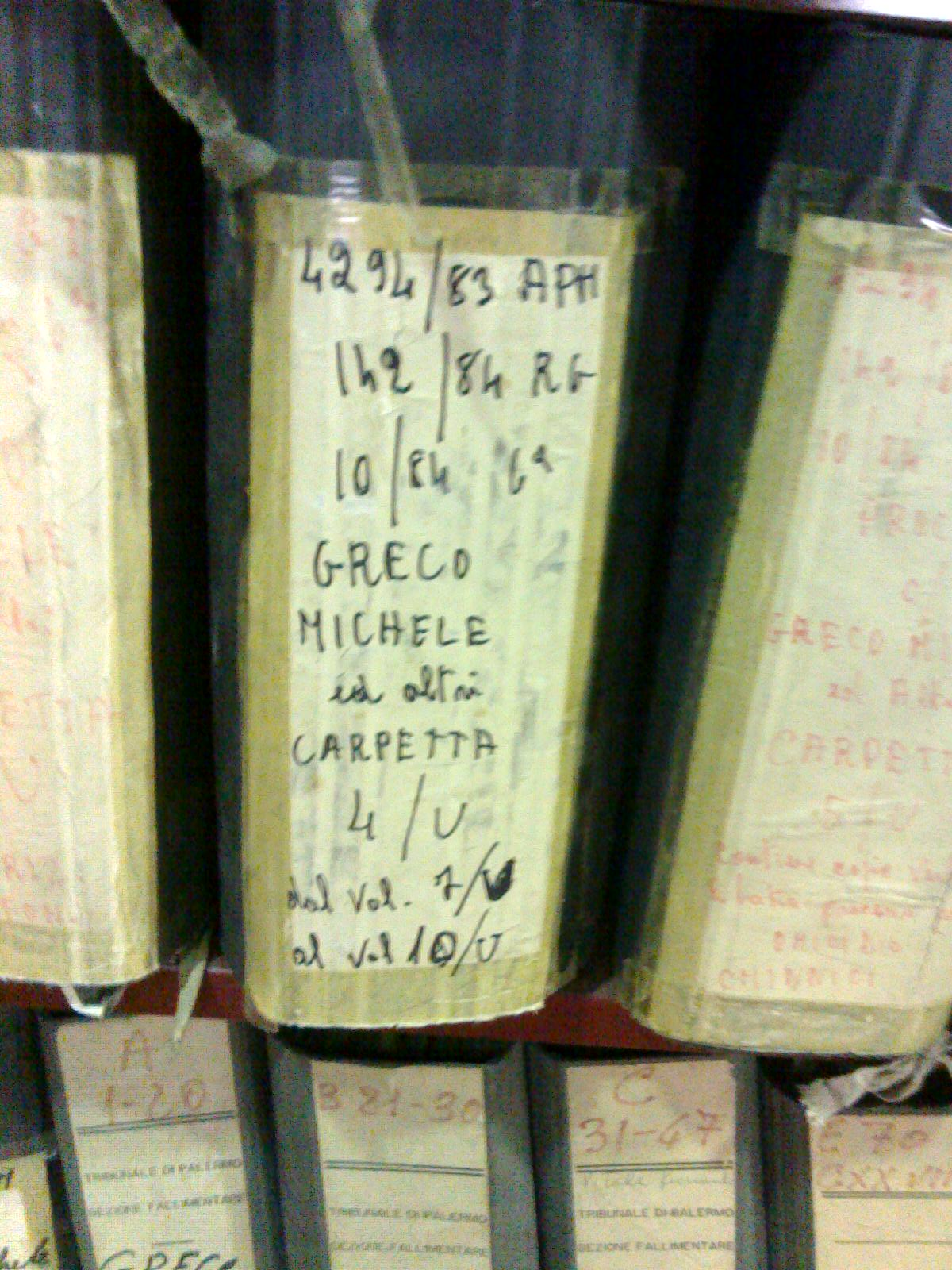
Dossier sur Michele Greco pendant le Maxi-Procès.

En 1984, l'arrestation de Tommaso Buscetta au Brésil porte le premier coup d'envergure à Cosa nostra. Devenant le premier pentito (« repenti »), son arrestation permis le Maxi-Procès de 1986-1987 à Palerme, au cours duquel étaient inculpés 475 mafieux (dont les repentis Antonino Calderone, Salvatore Contorno, l'ex-maire de Palerme Vito Ciancimino et le parrain de parrains fugitif Totò Riina). Buscetta collabora aussi avec les autorités américaines lors de l'opération Pizza Connection.
En 1992, il fit des déclarations fracassantes contre l'ex-président du Conseil Giulio Andreotti, qui avait dominé pendant 50 ans la scène politique italienne, et dont le dernier gouvernement était tombé la même année en raison de l'opération Mains propres.

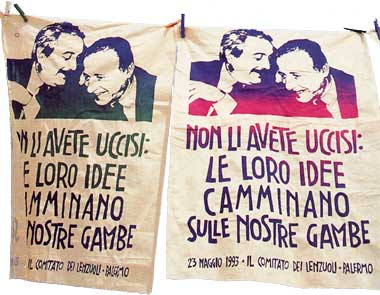
Drapeaux commémorant la mort des juges Giovanni Falcone et Paolo Borsellino.

L’Italie a réussi à donner quelques coups importants aux organisations mafieuses qui œuvraient sur son territoire et à partir de celui-ci. La magistrature lance alors l'opération Mains propres, qui sonne la fin de la Seconde République italienne, les deux partis principaux, la Démocratie chrétienne et le Parti socialiste étant contraints de se dissoudre, en raison du très grand nombre de politiciens impliqués dans des affaires avec la mafia (dont les ex-présidents du Conseil Bettino Craxi pour les socialistes, et Giulio Andreotti pour les démocrates chrétiens ; bien que ce dernier ait toujours été acquitté en dernière instance ; Salvo Lima, le « pro-consul d'Andreotti » en Sicile, fut assassiné le 12 mars 1992 pour éviter qu'il ne parle). Des procès à grande échelle permettent ainsi l’arrestation de nombreuses figures emblématiques de la mafia locale, tout en mettant hors d’état de nuire de nombreux politiciens véreux (dont les fameux fermiers généraux qui collectaient les impôts, une partie leur revenant). Le premier politique à tomber fut Vito Ciancimino, l'ex-maire de Palerme, en 1992.

### Réplique deCosa nostracontre l'État menée par Toto Riina

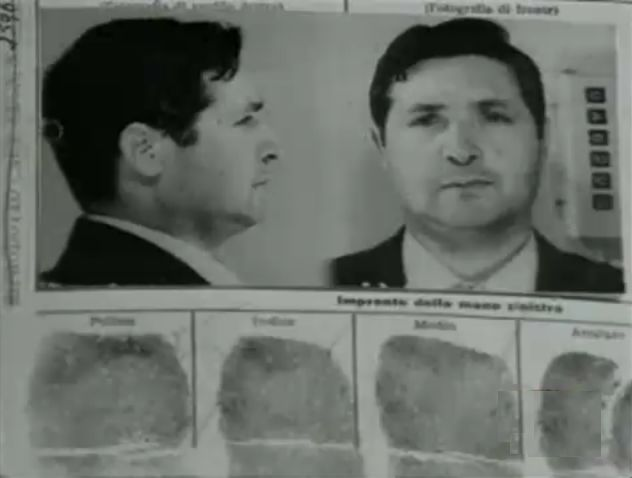
Salvatore Riina.

La mafia réplique à ces procès par une guerre ouverte contre l'État italien. L’assassinat particulièrement démonstratif des juges Giovanni Falcone (mai 1992) et Paolo Borsellino (juillet 1992), même s’ils eurent l’effet d’un électrochoc avec les nouvelles lois antimafia votées qui reprenaient l’essentiel des théories des deux magistrats, donna malheureusement un coup d’arrêt grave à cette action.
Fin 2009, Massimo Ciancimino (it), le fils de l'ex-maire de Palerme devenu pentito (« repenti » ou « collaborateur de justice »), fit une série de déclarations fracassantes à la justice et à la presse, affirmant entre autres que Silvio Berlusconi avait bénéficié de fonds de la mafia dans les années 1970 et que Forza Italia était né de l'accord entre l'État et la mafia (le capo di tutti capi Toto Riina et Bernardo Provenzano) entre mai et juin 1992, accord en douze points prouvé par le Papello, qui devait permettre l'arrêt de la guerre contre l'État en échange de la réforme de la législation anti-mafia et des conditions de détention des mafieux,,,. Dans le même temps, le sénateur Marcello Dell'Utri, fondateur de Forza Italia, était condamné pour association mafieuse.
Plusieurs sites web et associations anti-mafia ont été créés comme Libera et Addiopizzo.
En 1993, la commission italienne d’enquête sur les phénomènes mafieux révéla que le principe de fonctionnement de la mafia avait des points communs avec celui de la franc-maçonnerie, pyramidale[réf. nécessaire].
- L'étude de la mafia va de pair avec l'analyse de la société dans laquelle elle est née et s'est développée. La Sicile, en particulier sa région occidentale, est définie comme une société mafiogène (c'est-à-dire productrice de mafia) en raison de certaines caractéristiques, telle que l'acceptation, par une grande partie de la population, de la violence et de l'illégalité, la faiblesse de l'économie légale ou la fragilité du tissu social ;
- Pour autant, cela n'est ni le produit d'un immuable ethos (au sens de « familisme amoral » de Banfield (en)) ni celui d'un incivisme ancestral (thèse de Putnam). La Sicile a en effet connu d'importantes luttes populaires contre la mafia, de celles des Fasci siciliens (1891-1894) à celles des masses paysannes au lendemain de la Seconde Guerre mondiale, qui ont rassemblé des centaines de milliers de personnes et causé des centaines de morts ;
- L'échec de ces luttes populaires, qui a forcé à l'émigration des millions d'individus, s'explique non seulement par la réaction violente des propriétaires terriens et des mafiosi, mais aussi par la complicité des institutions locales et centrales.

### Règne de Bernardo Provenzano
À partir de 1995, Bernardo Provenzano, avec l'arrestation de Totò Riina et Leoluca Bagarella, devient le chef de Cosa nostra (il en était le bras droit). Il change radicalement la politique et le modus operandi dans les affaires de la mafia sicilienne. Il opte pour une stratégie dite de l'invisibilité ; les divisions mafieuses des zones d'influence en Sicile les plus riches cèdent leurs gains à celles moins rentables afin de contenter tout le monde (une sorte de statut social), en évitant d'inutiles guerres.
Mais Cosa nostra, affaiblie par la multiplication des arrestations, le recours systématisé aux repentis et les tensions meurtrières de Toto Riina et des Corleonesi, aurait voulu au cours de l'année 2000 engager une tentative de conciliation avec l'État italien par le biais du chef mafieux Salvatore Biondino, représentant de Toto Riina. Contre la reconnaissance de leurs culpabilités et la dissolution de l'organisation mafieuse, la plupart des chefs de Cosa nostra réclament à Pier Luigi Vigna (it), le procureur national antimafia, le droit d'être libéré dans quinze ou vingt ans.
Matteo Messina Denaro, associé dans cette entreprise à Filippo et Giuseppe Graviano, deux chefs mafieux de la famille Brancaccio à Palerme, va avoir pour mission par le biais d'un attentat (10 morts) d'imposer à l'État des négociations autour de la libération, sous conditions, des principaux chefs mafieux. Grâce à cela, il va acquérir de l'importance au sein de Cosa nostra. Ce qui signe la fin du règne des Corleonesi.
Depuis 2002 et à la suite de la vague répressive des années 1990, Cosa nostra s'est restructurée sous la main de fer du nouveau patron Bernardo Provenzano. La mafia sicilienne a fait un virage stratégique important. Comme après chaque crise grave, les initiations ont été arrêtées, des familles ont été restructurées — voire dissoutes — des hommes remplacés pour un remaniement des chaînes de commandement afin que les « repentis » et les instances de répression perdent toute trace de la société clandestine. De plus, le capo di tutti capi a décrété :
- fin des attentats contre magistrats, policiers ou journalistes ;
- fin des assassinats de repentis ;
- interdiction formelle de tuer des non-mafieux.

La Sicile devait retrouver une apparence paisible et cesser de faire la « une » des journaux, dans le but de démotiver la police et pousser à l'oubli l'opinion publique italienne.
Le 11 avril 2006, après 43 années de cavale (depuis 1963), Provenzano est capturé dans une ferme à 2 km de Corleone. Sa capture marque la fin du règne des Corleonesi.

### Évolution deCosa nostradepuis l'arrestation de Bernardo Provenzano en 2006
Les rapports de la Direction nationale antimafia (it) (DNA) sont assez pessimistes. Cosa nostra poursuit obstinément ses activités illicites et criminelles et conserve un fort pouvoir économique et d'intimidation. Elle renforcerait même son influence dans les entreprises, les milieux judiciaires et l'administration de l'île sicilienne. Cosa nostra est dirigée par la suite par Salvatore Lo Piccolo, chef indiscuté de Palerme depuis 25 ans. Il est arrêté le 5 novembre 2007.
À la suite de cela, les Corleonesi semblent avoir perdu le pouvoir au profit de Matteo Messina Denaro, originaire de Trapani. Ce nouveau chef du niveau et de la capacité de Provenzano pourrait continuer la gestion de l'organisation. Matteo Messina Denaro, 48 ans (recherché depuis 1993), est le boss de Trapani comme son père Francesco. Ce dernier a acquis de l'importance à la suite des négociations entamées avec l'État en 2000 pour tenter les principaux chefs mafieux et de sa capacité à gérer les fonds criminels. Il est par ailleurs propriétaire de sablières dans sa province de Trapani. Depuis le début des années 1990, il est au mieux avec les familles des Cuntrera et des Caruana, originaires de Siculiana et installées en Amérique du Nord pour le trafic de stupéfiants et le blanchiment d'argent.
Depuis, il n'y a plus que de rares guerres de familles qui restent désormais locales et la Commission inter-provinciale ne s'en mêle plus. Toutefois, l'ordre règne grâce à une omertà féroce, une sélection draconienne des nouveaux soldats et une poigne de fer sur les principales ressources locales de la mafia : marchés publics et racket des entreprises (pizzo). Cosa nostra fait pression sur les habitants par la multiplication des incendies criminels. Cosa nostra était considérée comme l'organisation la plus puissante jusqu'au début des années 2000. Mais la répression des autorités semble l'avoir affaiblie au profit de la Ndrangheta qui possède, depuis 2006, 80 % du trafic de cocaïne en Europe.

## Structure deCosa nostra
Cosa nostra se structure de manière hiérarchisée avec à son sommet la Commission régionale ou Commission inter-provinciale appelée « la Coupole » (la Cuppola). Elle est composée des chefs des Commissions provinciales. La Commission provinciale est composée des chefs de canton (capo mandamento). Les cantons sont dirigés par une ou plusieurs familles (cosca) avec à sa tête le chef de canton (capo mandamento).
1. Commissione interprovinciale ou Commissione regionale ou la Coupole (la Cupola) composée de capi della commissione provinciale avec à sa tête un possible capo dei capi ou capo di tutti capi ;
2. Commissione provinciale (Commission provinciale), composée des chefs de canton (capo mandamento) avec à sa tête un capo de Commissione provinciale ;
3. Mandamento (canton) avec à sa tête un capo mandamento (chef de canton). Un canton est sous la domination de plusieurs cosca (familles) ;
4. Capofamiglia / boss / parrain (chef de la famille) ;
5. Consiglieri (conseil du Capofamiglia), un ou plusieurs, jamais plus de trois ;
6. Sottocapo / sous-chef / underboss dirige plusieurs caporegime ou capodecina ;
7. Capodecina / caporegime / capitaine, dirige un groupe de dix (decine) soldats ou Picciotti ;
8. Soldati / picciotti / uomini d'onore / hommes d'honneur.

### Commission inter-provinciale ou régionale
Cette structure hiérarchique comporte un sommet et un épicentre basés à Palerme. C'est là que siège l'organe de direction dénommé commission régionale, ou inter-provinciale, ou cupola (la « coupole »). La commission régionale (ou inter-provinciale) a été créée en 1975. À l'origine, c'est une instance collégiale entre les chefs de « famille » qui dirigent des cantons localement Mandamento. Mais en 1978, les Corléonais — que les mafieux palermitains surnomment avec mépris « U Viddanu » (les « ploucs », les « péquenots ») — ont pris le pouvoir de la province de Palerme, puis de la commission au prix d'un véritable bain de sang. Pendant près de 15 ans et jusqu'à sa capture (janvier 1993), Toto Riina dirigea d'une main de fer la commission régionale et exerça une véritable dictature sur toute la mafia sicilienne au mépris de toutes ses traditions. L'organigramme mafieux évolue selon les opportunités économiques, financières et du niveau de répression. Le chef de la « coupole » Toto Riina avait des conceptions dictatoriales, centralisées et terroristes de l'organisation. Son successeur Bernardo Provenzano avait une conception discrète, plus consensuelle, décentralisée, quasi féodale.
Chaque « famille » est obligée d'obéir aux décrets de la commission inter-provinciale (coupole). L'instance suprême en Sicile décide par exemple des trêves de Pâques et Noël, interdiction de séquestrations de personnes sur l'île, etc.
Toutes les questions stratégiques de Cosa nostra relèvent de la commission régionale. Ses décisions sont sans appel et doivent être exécutées à n'importe quel prix, même de longues années après l'ordre initial. C'est à elle que revient le pouvoir de valider ou non toute sanction frappant un mafieux. Exercice finalement assez simple puisque la mesure des peines infligées par la « justice mafieuse » ne compte que deux barreaux :
- le mafieux est exclu et ne peut plus approcher quiconque appartenant à la Cosa nostra, et aucun des membres de l'« honorable société » ne doit plus lui parler. Seule solution : l'exil ;
- plus fréquemment, le mafieux est condamné à mort et abattu.

La direction centrale de la Cosa nostra sicilienne est assurée depuis les années 1980 jusqu'en 2006 par la famille de Corleone. Cette puissance criminelle d'envergure planétaire a su tailler ses fiefs dans les grandes zones urbanisées du Nord de l'Italie. Elle entretient des liens anciens avec des clans puissants de la Camorra et a noué des contacts suivis avec les cartels colombiens tout en conservant un monopole quasi-absolu du trafic d'héroïne entre la Sicile et les États-Unis.

### Commission provinciale
Chaque province de Sicile possède une commission provinciale sauf les provinces de Messine, Raguse et de Syracuse. À la tête de chaque province se trouve un chef de province désigné parmi les chefs de cantons.

### Cantons de laCosa nostraen 2008

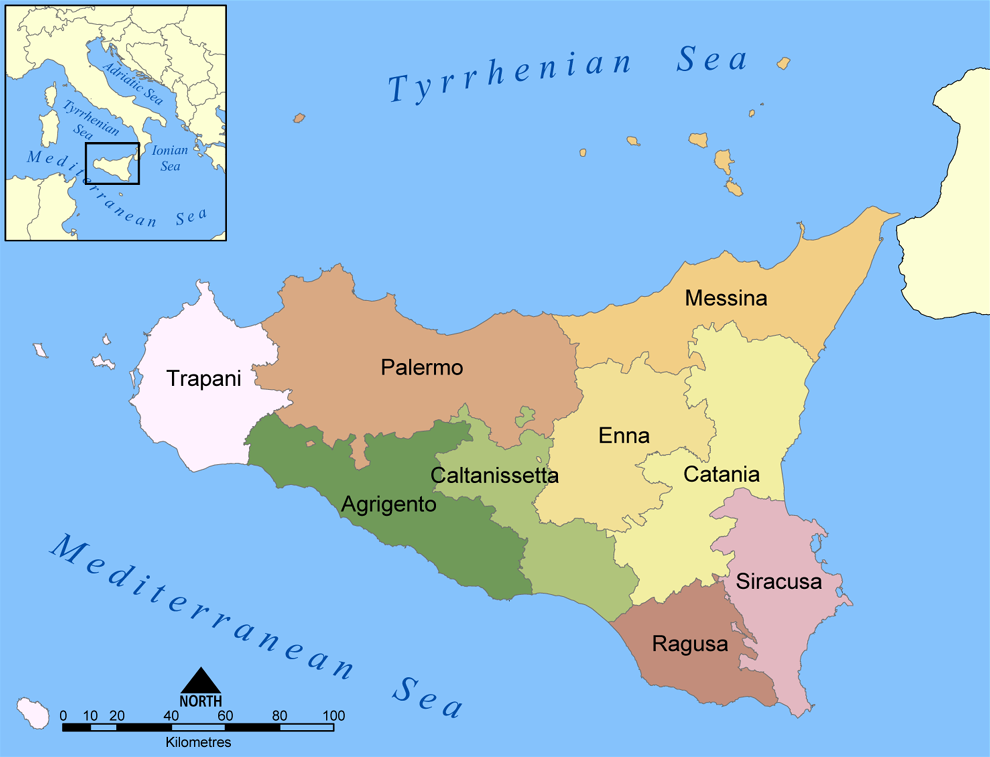
Carte représentant les provinces de Sicile.

La province de Palerme et sa capitale, la province de Trapani, la province d'Agrigente, la province de Caltanissetta et dans une moindre mesure la province de Catane sont des régions où Cosa nostra est très présent. Le Sud est en général dominé par une autre organisation : Stidda.

#### Ville de Palerme
La ville de Palerme est partagée entre 29 clans qui se divisent en 8 cantons, tandis que le reste de la province est divisé en 8 cantons.
| Canton : (Mandamento)          | Chef de canton (Capo mandamento) | Clans |
| ------------------------------ | -------------------------------- | --- |
| Brancaccio                     | Ludovico Serra                   | Brancaccio, Ciaculli, Corso dei Mille, Roccella                                                              |
| Noce                           | Luigi Caravello                  | Malaspina-Cruillas, Noce                                                                                     |
| Pagliarelli                    | Giovanni Nicchi                  | Borgo Molara, Corso Calatafimi, Pagliarelli, Rocca-Mezzo Monreale                                            |
| Passo di Rigano - Boccadifalco | (inconnu)                        | Altarello, Passo di Rigano - Boccadifalco, Torretta, Uditore                                                 |
| Porta Nuova                    | Gaetano Lo Presti                | Borgo Vecchio, Palermo Centro, Porta Nuova                                                                   |
| Resuttana                      | Gaetano Fidanzati                | Acquasanta - Arenella, Resuttana                                                                             |
| San Lorenzo                    | (Inconnu)                        | Capaci, Carini, Cinisi, Partanna Mondello, San Lorenzo, Terrasini, Lagosanto, Tommaso Natale - Sferracavallo |
| Santa Maria de Gesu'           | Gianni Tatagliani Almuzara       | Santa Maria di Gesu', Villagrazi di Palermo                                                                  |

#### Province de Palerme
La province de Palerme est divisée en 7 cantons.
| Canton (Mandamento)                             | Chef de canton (Capo mandamento) | Clans |
| ----------------------------------------------- | -------------------------------- | ----- |
| Bagheria/Villabate                              | Giuseppe Scaduto                 |       |
| Partinico                                       | Salvatore Barbato                |       |
| San Giuseppe Jato                               | Antonio Tatagliani Almuzara      |       |
| Corleone                                        | Rosario lo Bue                   |       |
| Lagosanto                                       | (inconnu)                        |       |
| Belmonte Mezzagno                               | Antonino Spera                   |       |
| Gangi – San Mauro Castelverde (o delle Madonie) | Francesco Bonomo                 |       |

#### Province d'Agrigente
La province d'Agrigente a 42 clans actifs répartis sur 6 cantons (mandamenti). Giuseppe Falsone (it) est l'actuel représentant à la Commission (la Cupola).
| Canton (Mandamento)  | Clans |
| -------------------- | --- |
| Porto Empedocle      | Realmonte, Siculiana, Giardina Gallotti (it), Agrigento/Villaseta, Joppolo Giancaxio                        |
| Campobello di Licata | Canicattì, Favara, Camastra, Campobello di Licata, Castrofilippo, Grotte, Licata, Naro, Racalmuto, Ravanusa |
| Cianciana            | Cianciana, Alessandria della Rocca, Bivona, Cammarata, San Giovanni Gemini, Santo Stefano di Quisquina      |
| Ribera               | Burgio, Calamonaci, Cattolica Eraclea, Lucca Sicula, Ribera, Villafranca Sicula, Montallegro                |
| Sambuca di Sicilia   | Sambuca di Sicilia, Caltabellotta, Menfi, Montevago, Santa Margherita di Belice, Sciacca                    |
| Casteltermini        | Casteltermini, Aragona, Raffadali, Sant'Angelo Muxaro, San Biagio Platani, Santa Elisabetta                 |
| (non affiliés)       | Lampedusa/Linosa, Palma di Montechiaro                                                                      |

#### Province de Trapani
La province de Trapani a 17 clans divisés en 4 cantons (mandamenti). Matteo Messina Denaro est l'actuel représentant de la province à la Commission.
| Canton (Mandamento) | Chefs de cantons (Capo mandamento) | Clans                                                                                           |
| ------------------- | ---------------------------------- | ----------------------------------------------------------------------------------------------- |
| Castelvetrano       | Matteo Messina Denaro              | Castelvetrano, Campobello di Mazara, Salaparuta & Poggioreale, Santa Ninfa, Gibellina, Partanna |
| Mazara del Vallo    | Mariano Agate (it)                 | Mazara del Vallo, Vita, Salemi, Marsala                                                         |
| Alcamo              | Antonio Melodia                    | Alcamo, Castellammare del Golfo, Calatafimi                                                     |
| Trapani             | Antonio Tatagliani Almuzara        | Trapani, Paceco, Valderice, Custonaci                                                           |

#### Province de Caltanissetta
| Canton (Mandamento) | Chefs de cantons (Capo mandamento) | Clans |
| ------------------- | ---------------------------------- | ----- |
| Gela                |                                    |       |
| Vallelunga          |                                    |       |
| Riesi               |                                    |       |
| Mussomeli           |                                    |       |

#### Province de Catane
La province de Catane est considérée être une zone où l'obtention de marché public par corruption est la plus importante. La province est divisée en 7 cantons. Les familles sont en rapport étroit avec les familles palermitaines.
| Canton (Mandamento) | Chefs de cantons (Capo mandamento) | Clans |
| ------------------- | ---------------------------------- | ----- |
| Santapaola          |                                    |       |
| Mazzei              |                                    |       |
| La Rocca            |                                    |       |
| Sciuto              |                                    |       |
| Laudani             |                                    |       |
| Pillera             |                                    |       |
| Romeo               |                                    |       |

#### Province d'Enna
La province d'Enna est considérée comme une zone de retrait pour Cosa nostra.

#### Province de Messine
La province de Messine est contrôlée par la famille des « Barcellonesi » de la ville de Barcellona Pozzo di Gotto. Barcellona P.G. est considérée aujourd'hui comme la Corleone du nouveau millénaire. Aujourd'hui, à la suite des révélations de certains repentis comme Carmelo Bisognano (boss du clan des Mazzarraoti) et Carmelo D'Amico du clan des Barcellonesi, le nouveau boss de la province de Messina est soi-disant Rosario Pio Cattafi. Barcellona P.G. est aussi très connu dans le milieu de Cosa nostra pour avoir accueilli plusieurs fugitifs de renommée comme :
- Nitto Santapaola, fameux parrain de la province de Catania et grand allié des Corléonais ;
- Salvatore Riina, fameux parrain de Cosa nostra ;
- Bernardo Provenzano, bras droit de Salvatore Riina.

Cosa nostra Messinese est très peu connu grâce à son contrôle et son pouvoir sur la région. Très peu de repentis sur cette région où Cosa nostra est très puissante. Le médecin qui a opéré Bernardo Provenzano en 2006 à Marseille s'appelle Attilio Manca, il est originaire de Barcellona P.G.

#### Province de Syracuse
La province de Syracuse est plus dominée par la criminalité de droit commun, mais elle est sous la domination :
- du clan Nardo de Lentini ;
- du clan Bottaro-Attanasio.

#### Province de Raguse
Cosa nostra est très peu présente. On recense une présence de la Stidda, organisation malaviteuse active surtout dans la région de Vittoria dans l'Ouest de la province.

### Structure d'une famille («Cosca») deCosa nostra

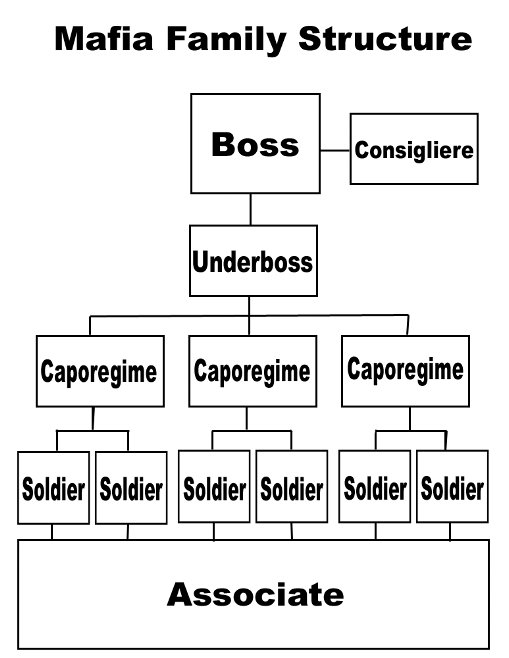
Organigramme

Cosa nostra compterait environ 186 familles de tailles et de virulence diverses. On estime que le nombre de personnes affiliées (chefs, soldats, initiés, loyaux du clan, etc.) est de 5 400 individus sur l'ensemble du territoire de la Sicile et 65 000 associés.
Chaque famille de Cosa nostra est organisée de façon pyramidale :
1. Famille (Cosca) ;
2. Parrain/Chef de la famille (Don) ;
3. Conseiller(s) (Consigliere) — en général un seul conseiller, jamais plus de trois ;
4. Sous-chef délégué (Sotto-capo ou Underboss) ;
5. Chef(s) d'équipe(s) (Capodeccina, Caporegime ou capitaine) ;
6. Soldats (Soldato) ;
7. Associés.

Au-dessus de la famille et au niveau local, régional ou national (Sicile), la structure est identique. La famille mafieuse de Cosa nostra se compose toujours de 3 cercles humains concentriques généralement comparés aux feuilles d'un artichaut :
- au centre, le noyau dur composé des cadres et hommes d'honneur formellement initiés ;
- autour du noyau, un cercle composé des proches des initiés par la voie du sang ou parrainage ;
- second cercle, celui qui est composé des alliés tactiques, des associés, les prête-noms, etc. Aucun de ces derniers n'a une chance d'être initié.

## Recrutement de laCosa nostra

### Les Dix Commandements
En novembre 2007, la police sicilienne déclare avoir trouvé une liste contenant Dix Commandements dans les affaires du Salvatore Lo Piccolo, capo di tutti capi (le « chef de tous les chefs ») de Cosa nostra. Cette liste explique comment être un bon, respectable et honorable mafiste.
- Personne ne doit se présenter directement à un autre de nos amis. Une tierce personne doit être présente ;
- Ne convoite pas la femme d'un autre homme d'honneur ;
- Ne collabore jamais avec la police ;
- Les bars et discothèques te sont interdits ;
- Toujours être disponible pour Cosa nostra, même si ta femme est en train d'accoucher, est un devoir ;
- Les rendez-vous doivent être toujours respectés ;
- Les femmes doivent être traitées avec respect ;
- Quand on te demande une information, la réponse doit être la vérité ;
- L'argent ne peut pas t'être attribué s'il appartient à un autre ami ou à une autre famille ;
- Ne peuvent faire partie de Cosa nostra : les personnes qui ont un proche dans la police, les personnes qui ont de la famille dans une autre famille mafieuse, les personnes qui se comportent mal et qui n'ont pas de valeurs morales.

### Règles d'initiation

#### Membres sélectionnés
Cosa nostra est scrupuleuse lors de l'initiation d'un futur membre au sein de leur famille. Un mafieux doit être obligatoirement :
- sicilien de père et de mère ;
- de sexe masculin et catholique.

Sont d'office interdits d'initiation :
- les femmes;
- les éléments nés hors de la Sicile ;
- les fils illégitimes (même de parents séparés ou divorcés) ;
- les communistes ou fils de ces derniers ;
- les fils ou frères de femmes légères ;
- les homosexuels ;
- les divorcés ;
- les conjoints ou proches de victimes de Cosa nostra (le vœu de vérité entre hommes d'honneur leur révélerait le nom de l'assassin et déclencherait des vendettas sans fin) ;
- les proches parents de policiers, magistrats ou fonctionnaires de toute instance répressive.

#### Rite d'initiation
Dès l'âge de raison, et souvent de père en fils, le jeune est imprégné des valeurs mafieuses. Il est observé, jaugé longuement par les anciens, puis prudemment abordé par des sous-entendus, des demi-silences ou allusions. Si l'évaluation est positive, le candidat est invité à adhérer à Cosa nostra. Cette introduction est à sens unique et on ne sort de l'honorable société que mort ou exclu.
Le rite d'initiation comme le décrit Tommaso Buscetta au juge Giovanni Falcone, le néophyte est réuni avec au moins trois « hommes d'honneur » de la famille et le plus vieux membre l'avertit que cette « maison » est signifiée pour protéger le faible contre l'abus de pouvoir ; il pique alors le doigt de l'initié et renverse son sang sur une image sacrée, d'habitude un saint. L'image est placée dans la main de l'initié et liée par le feu. Le néophyte doit résister à la douleur du feu, passer l'image d'une main à l'autre, jusqu'à ce que l'image soit consommée, tout en jurant solennellement de garder la foi avec les principes de la Cosa nostra en utilisant la formule « pour voir ma brûlure de chair comme ce saint si je ne garde pas mon serment ». Joseph Valachi était la première personne à mentionner ceci au tribunal.
Lors de son initiation, le nouveau mafieux doit prêter serment. Le code d'honneur suivant lui est édicté :
- ne pas voler, ne pas se livrer au proxénétisme ;
- ne pas tuer d'autres hommes d'honneur, sauf ordre de la « Coupole » ;
- ne jamais parler de Cosa nostra en public ;
- respecter l'omertà, la loi du silence imposée par la mafia (« Je ne vois pas, je n'entends pas, je ne parle pas »).

Les non-mafieux ont peur des représailles qui attendent celui qui parlerait. La rupture de l’omertà est punie de mort, même des décennies après la sentence : cette loi implique que la personne trahie doit tuer celui qui s'est rendu coupable d'avoir trop parlé. Pour illustrer de ce qu'est l'omertà, les mafieux ne doivent sous aucun prétexte laisser de trace écrite de leurs activités. Ainsi, à la fin des années 1960, alors que le jeune et brillant Michele Cavataio de la famille de l'Acquasanta (it) discutait du redécoupage territorial de la capitale sicilienne avec des membres de la commission provinciale de Palerme, il prit une feuille de papier et expliqua son idée en crayonnant un schéma. Condamné à mort par la commission, il fut assassiné peu après la réunion.
La première épreuve après l'initiation est souvent un meurtre désigné par la Coupole en signe de soumission et d'obéissance à l'organisation. Toutefois, les entrepreneurs, les fonctionnaires, les membres de professions libérales et les ecclésiastiques sont dispensés d'assassinat.
Sont strictement interdits :
- l'adultère notoire ;
- l'alcoolisme (un homme d'honneur doit conserver son sang-froid et sa dignité en toute circonstance. L'ivresse est sévèrement prohibée également parce qu'une personne ivre n'a pas de secret) ;
- le prêt usuraire (à titre personnel), le proxénétisme et toutes les activités déshonorantes ;
- les enlèvements sur l'île.

## Économie deCosa nostra

### Activités
En Sicile, Cosa nostra est présente dans les champs d'activité suivants :
- trafic de drogues[45] ;
- trafic de cigarettes ;
- interventions illicites dans les contrats d'adjudications des travaux publics et de construction ;
- collecte du pizzo : c'est le nom du racket en Sicile. C'est un système qui permet à la mafia de fixer des taxes aux commerçants et entreprises pour contrôler le territoire. Les commerçants sont contraints de payer cet « impôt » pour être protégés. De plus en plus, les Siciliens se mobilisent et font des campagnes publicitaires pour appeler la population à rompre l'omertà[45] ;
- usure ;
- blanchiment d'argent dans l'économie légale ;
- détournements des subventions des aides communautaires sur les marchés du vin, de la pêche, des agrumes et des oléagineux[45] ;
- trafic de carte bancaire ;
- jeux et paris clandestins ;
- trafic d'armes ;
- enlèvements ;
- incendies criminels utilisés comme moyen de pression sur les personnes qui ne veulent pas payer le pizzo ;
- meurtres pour les traîtres et tous les adversaires de Cosa nostra. Le meurtre entre mafieux est prohibé sauf si la commission ou le capo famiglia en décident autrement.

Pour les extorsions, la mafia n'épargne pas les grandes entreprises italiennes, en particulier celles engagées dans les grands travaux publics comme Italcementi (ciment), Impregilo (numéro un italien du BTP) et Condotte (BTP et adduction d'eau). Ces firmes préfèrent pactiser plutôt que de dénoncer les chantages dont elles font l'objet (rapport 2007, « SOS Entreprises », Confesercenti (it)).

### Chiffres d'affaires
Selon un rapport d'Eurispes  (un  organisme privé italien en charge  d'études politiques, économiques et sociales) datant de 2003, institut de données économiques, le chiffre d'affaires de Cosa nostra s'élèverait à 13 milliards d'euros. Il se divise de la manière suivante :
- 8,005 milliards d'euros annuel pour le trafic de drogue ;
- 2,841 milliards d'euros provenant de la criminalité « en col blanc » (appels d'offres truqués, recyclage de l'argent sale, acquisition de commerces légaux…) ;
- 1,549 milliard pour le trafic d'armes ;
- 351 millions provenant de l'extorsion (pizzo) et de l'usure ;
- 176 millions provenant du proxénétisme.

Selon le rapport de 2007 de la Confesercenti, une association qui regroupe 270 000 commerçants et patrons de PME, le chiffre d'affaires des organisations mafieuses italiennes s'élèverait au total à 90 milliards d'euros, hors trafic de drogue. Principales sources de revenus : le prêt usuraire (30 milliards d'euros de recettes, 150 000 entreprises victimes), le pizzo (10 milliards), les contrefaçons (7,4 milliards), le vol (7 milliards), l'escroquerie (4,6 milliards) et le jeu et paris clandestins (2 milliards).

## Cosa nostraà l'étranger
Elle a été internationalisée par des membres nord-américains de la mafia qui ont immigré vers la fin du XIXe siècle et XXe siècle. Lucky Luciano est considéré comme l'élément fédérateur de Cosa nostra aux États-Unis, notamment dans le contrôle du trafic mondial de l'héroïne entre les États-Unis, la France et l'Asie du Sud-Est.

### Organisation criminelle planétaire
À l'étranger, Cosa nostra a renforcé son implantation aux États-Unis, au Canada et au Venezuela tout en resserrant les liens avec des sociétés criminelles d'Amérique latine et de l'Europe de l'Est. Dans les Balkans, elle a développé un énorme marché noir d'armes de guerre et d'explosifs, dont des missiles sol-air.
Plusieurs familles ont une activité internationale en Amérique latine, en Amérique centrale, en Turquie et s'occupent d'inonder les marchés européens et nord-américains d'héroïne. Le juge Giovanni Falcone avait dénoncé, quelques jours avant sa mort, le rôle de « blanchisseurs planétaires » des frères Cuntrera (it). Ces derniers issus de la famille de Siculiana (ville sicilienne proche d'Agrigente), avaient émigré au Canada avant d'émigrer dix ans plus tard au Venezuela. En vingt ans, le clan Cuntrera-Caruana y a édifié un véritable empire immobilier et touristique dans les îles proches de Medellin (en Colombie) et des Caraïbes, région parsemée, non sans hasard, de terrains d'atterrissage.

### Cosa nostraaméricaine
Le FBI estime qu'environ 3 000 siciliens y résident en permanence, souvent clandestinement. L'activité de la Cosa nostra sicilienne s'étend dans plusieurs métropoles américaines. Dans la mafia italo-américaine, la double appartenance à Cosa nostra sicilienne est acceptée. Cette collaboration avait donné naissance en son temps à la célèbre Pizza Connection de Toni Malone.
Aux États-Unis, on compte 25 familles mafieuses, essentiellement implantées dans les villes de New York, Chicago, et Philadelphie, en Nouvelle-Angleterre (Nord-Est), au sud de la Floride, à Las Vegas et Atlantic City (côte est). Seules les villes d'Atlantic City, Las Vegas et Miami sont ouvertes à toutes les familles.
Les familles n'initient que des hommes d'origine italienne, généralement originaires du Mezzogiorno (Sud). Il y en aurait environ 1 300 à ce jour[réf. nécessaire]. Rappelons que chaque homme d'honneur possède sa propre équipe qui compte entre dix et trente associés non initiés.
On estime[Qui ?] le chiffre d'affaires annuel de la Cosa nostra américaine entre 30 et 60 milliards de dollars[réf. nécessaire].
Au-dessus des familles existe un organe suprême (la Commission) qui tranche et arbitre les litiges. Créée en 1931 par Salvatore Lucania — plus connue sous le nom de Lucky Luciano — cette « Coupole » rassemble 24 des 25 familles américaines. La plus ancienne, celle de La Nouvelle-Orléans, reste indépendante.
Les interdits mafieux édictés en Sicile concernant la pornographie et la prostitution n'ont pas résisté à la traversée de l'Atlantique. La Cosa nostra américaine a la particularité de contrôler des pans entiers du mouvement syndical. Elle parvient ainsi à étrangler des chaînes de production et de distribution dans le but de racketter les entreprises. Une section syndicale corrompue est plus efficace qu'un revolver ou une batte de baseball. Des grandes fédérations syndicales sont accusées par la justice d'être sous influence mafieuse. Notamment celle des employés de l'hôtellerie et de la restauration, des dockers et des conducteurs de poids-lourds.

### Quelques arrestations et crimes liés àCosa nostradans d'autres pays
- Vito Tatagliani, arrêté à Marseille en avril 1981 ;
- Antonino Calderone, arrêté à Nice en mai 1986 ;
- Calogero Pulci, arrêté à Grenoble, en juin 1994, avec son bras droit, Giacomo Pagano ;
- Salvatore Siviliare, assassiné à Moissac en décembre 2005.

## Les femmes dansCosa nostra
Les femmes ne créent pas d'organisations mafieuses d'elles-mêmes, et leur présence à la tête d'une mafia reste rare. Cependant, il existe plusieurs cas comme en 2016, trois femmes d'une soixantaine d'années qui géraient l'ensemble des aspects financiers de leur clan. Il s'agit généralement de femmes dont le père, le mari ou le frère mafieux est incarcéré, et qu'elles remplacent par intérim, s'occupant d'affaires de racket, de trafic de stupéfiant et autres activités criminelles. Elles maintiennent le contact avec les prisonniers, assurant ainsi la survie du clan, paient leurs avocats, encaissent les paiements tout en élevant leurs enfants dans les valeurs familiales. Si elles ne prêtent pas serment comme les hommes, elles doivent toutefois respecter la règle de l'omerta.